# Elektrownia wodna

Elektrownia wodna – schemat. A – zbiornik wodny, B – budynek siłowni, C – turbina, D – generator, E – kratownica, F – kanał doprowadzający, G – transformator, H – rzeka

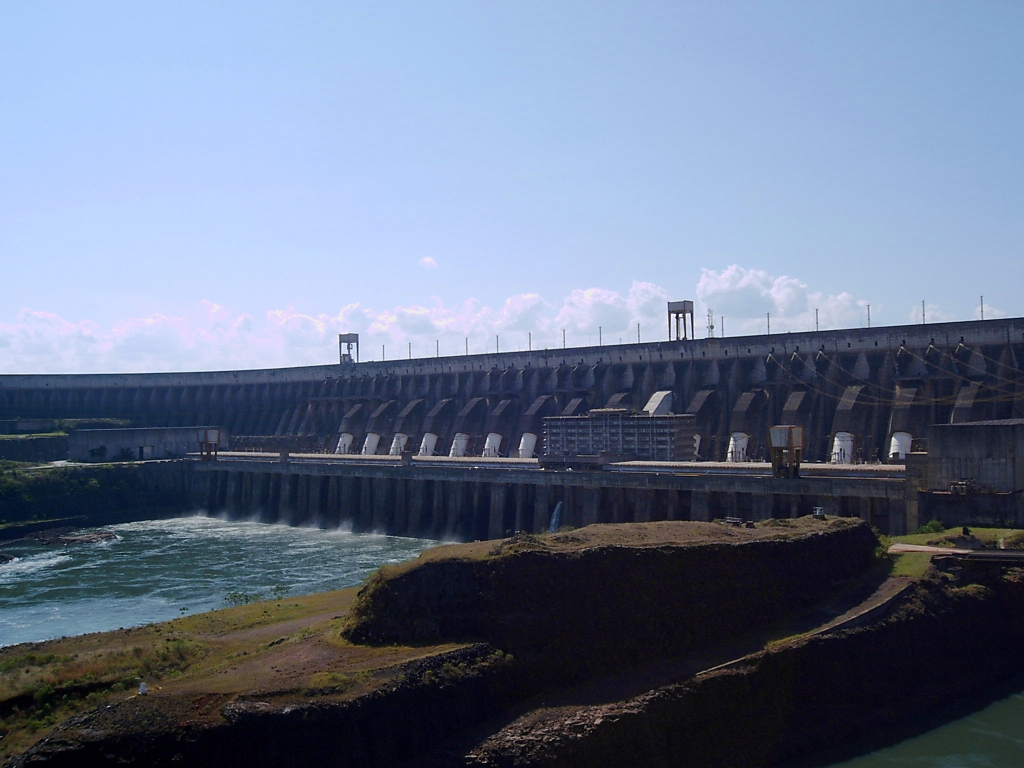
Elektrownia wodna Itaipu w Ameryce Południowej

Elektrownia wodna (fachowo hydroelektrownia przepływowa) – zakład przemysłowy zamieniający energię potencjalną wody na elektryczną.
Elektrownie wodne są najintensywniej wykorzystywanym źródłem odnawialnej energii. W 2022 roku dostarczyły łącznie 4334,2 TWh energii elektrycznej, co stanowiło 14,9% całkowitej produkcji energii elektrycznej na świecie. Największe elektrownie wodne mają moc, która przekracza 10 GW. Brazylia i Kanada uzyskują około 60% swojej energii elektrycznej z elektrowni wodnych, Wenezuela około 80%, a Norwegia blisko 87%. W Polsce w 2022 roku energetyka wodna odpowiadała za 1,1% produkcji energii elektrycznej.
Elektrownie wodne są stosunkowo tanim źródłem energii i mogą szybko zmieniać generowaną moc w zależności od zapotrzebowania. Ich wadą jest ograniczona liczba lokalizacji, w których można je budować. Ponadto budowa zapór dla elektrowni wodnych pociąga za sobą zahamowanie naturalnego biegu rzeki i tworzenie zbiorników retencyjnych, drastycznie zmieniających środowisko.

## Historia
Energia wodna była używana w młynach wodnych od czasów starożytnych. Po wynalezieniu generatora elektrycznego, możliwe stało się wykorzystanie jej do wytwarzania elektryczności. Pierwsze elektrownie wodne powstały w drugiej połowie XIX wieku. Do 1890 roku w USA powstało ich ponad 200. Moc większości z nich wynosiła kilka kilowatów.
W 1920 roku około 40% energii elektrycznej w USA było produkowane w elektrowniach wodnych. Elektrownie te stawały się stopniowo coraz większe, co pociągnęło za sobą konieczność wprowadzenia prawnych regulacji dotyczących ich wpływu na środowisko. W 1936 powstała Zapora Hoovera o mocy 2074 MW, a w 1942 Zapora Grand Coulee o mocy 6809 MW. Kolejny rekord, 14 GW, ustanowiła Zapora Itaipu uruchomiona w 1984 w Ameryce Południowej. Aktualnie największą moc, 22,5 GW, ma Tama Trzech Przełomów w Chinach.

## Typy elektrowni wodnych

### Zaporowe

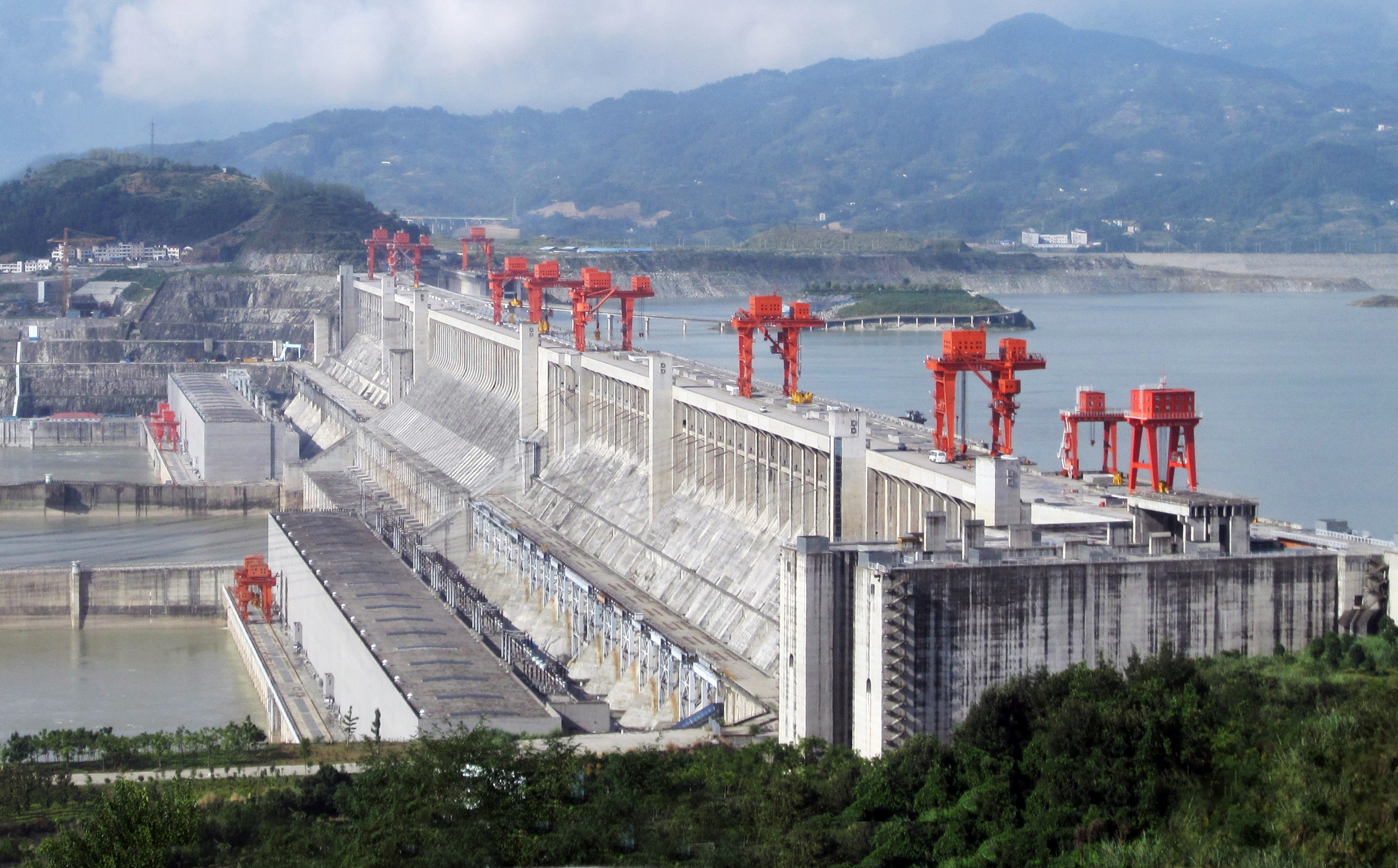
Zapora Trzech Przełomów – największa elektrownia wodna na świecie.

Ponieważ źródłem energii elektrycznej w elektrowniach wodnych jest energia potencjalna wody, ilość tej energii jest proporcjonalna do wysokości, jaką traci woda w obrębie elektrowni. Aby zwiększyć tę energię, buduje się wysokie zapory, które umożliwiają spiętrzenie wody. Przykładowo, zapora Itaipu ma wysokość 196 metrów.

### Elektrownie szczytowo-pompowe

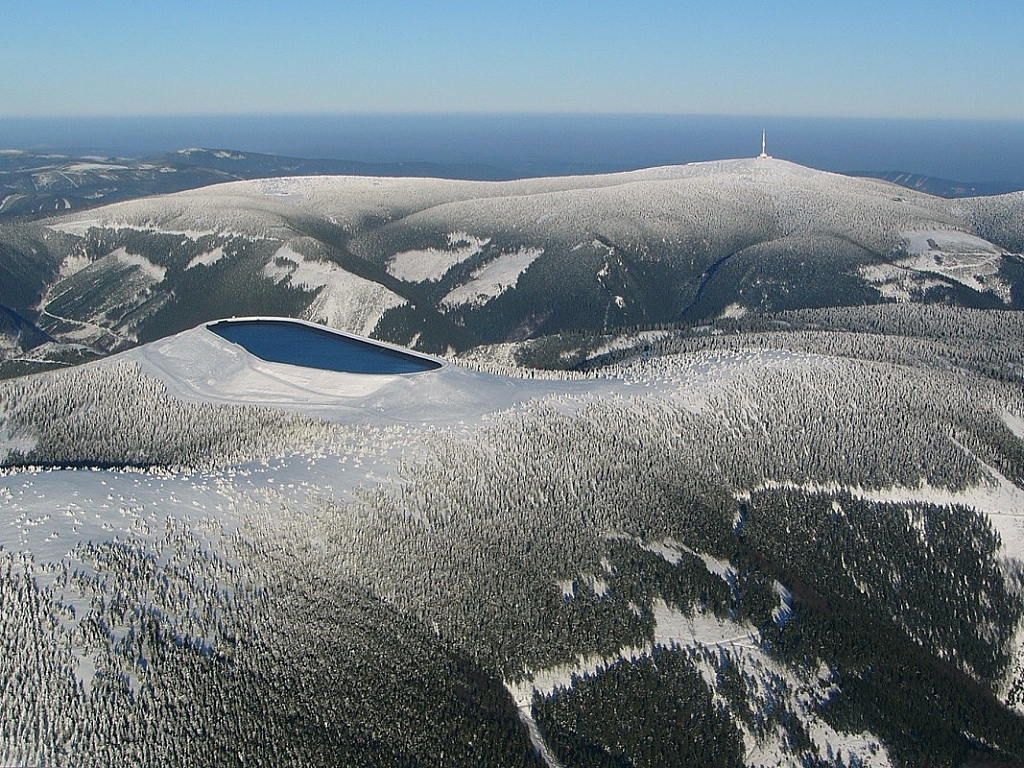
Górny zbiornik elektrowni Dlouhé Stráně w Czechach.

Elektrownie szczytowo pompowe służą do dostosowywania produkcji energii do jej chwilowego zapotrzebowania. W czasie małego zapotrzebowania na energię, jej nadmiar jest wykorzystywany do pompowania wody do zbiornika znajdującego się na dużej wysokości. W czasie dużego zapotrzebowania, woda jest uwalniana i jej energia potencjalna przetwarzana jest z powrotem na energię elektryczną. Elektrownie szczytowo-pompowe stanowią aktualnie największe akumulatory energii potencjalnej i umożliwiają wykorzystywanie niestabilnych źródeł energii, takich jak elektrownie wiatrowe i elektrownie słoneczne.

### Elektrownie przepływowe

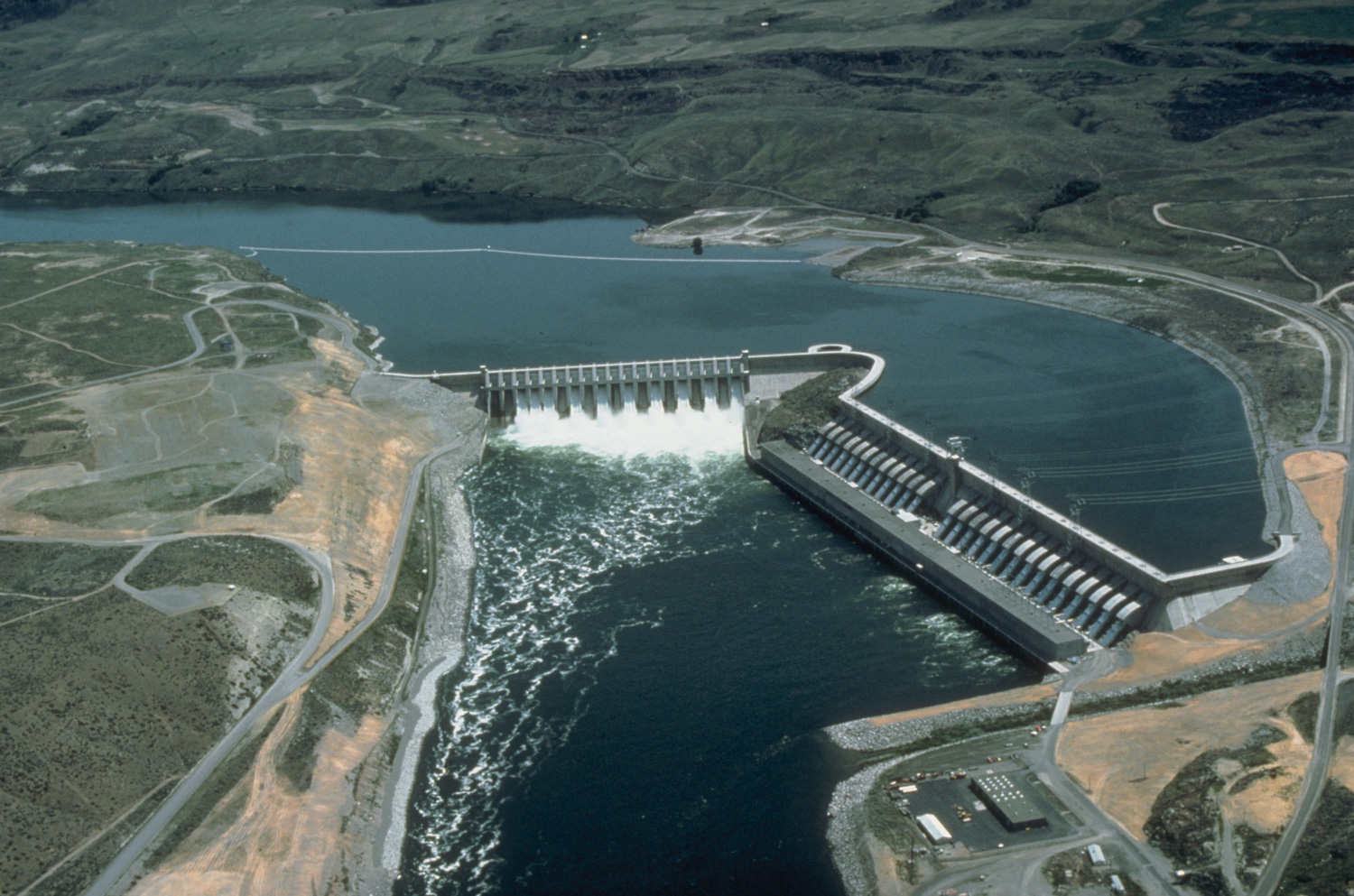
Elektrownia przepływowa Chief Joseph w USA.

Elektrownie przepływowe nie piętrzą dodatkowo wody i nie wymagają tworzenia zalewów. Ich moc jest ograniczona przez moc płynącej naturalnie wody. W czasie małego zapotrzebowania na energię woda swobodnie przepływa przez taką elektrownię. Elektrownie przepływowe działają najefektywniej, jeśli są zbudowane w miejscach, gdzie jest naturalny spad wody.

### Elektrownie pływowe

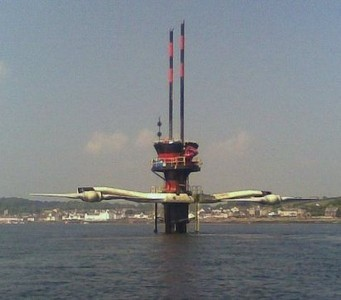
Generator pływowy z wirnikiem wysuniętym nad powierzchnię wody.

Elektrownie pływowe wykorzystują energię potencjalną wody morskiej spiętrzonej w czasie pływów. Ich moc zmienia się w ciągu doby, ale w sposób całkowicie przewidywalny, co pozwala uzupełnić je w zbiorniki umożliwiające generowanie energii w sposób ciągły. Powstają też generatory czerpiące energię z energii kinetycznej wody przemieszczającej się w czasie pływów.

### Małe elektrownie wodne
Małe elektrownie wodne (określane skrótem MEW) to te o mocy poniżej 5 MW. Podział ten jest dość umowny (w Skandynawii i Szwajcarii granicą są 2 MW, w wielu innych krajach Europy 10 MW, a w USA 15 MW). Ich budowa ma nieproporcjonalnie duży wpływ na środowisko przyrodnicze w stosunku do ilości wytwarzanej energii.

## Energetyka wodna na świecie
| Ropa naftowa | Hydroenergetyka  |                                                         |
| Węgiel       | Energia jądrowa  | Inne odnawialne: biopaliwa, energia geotermiczna i inne |
| Gaz ziemny   | Energia wiatrowa | Energia słoneczna                                       |

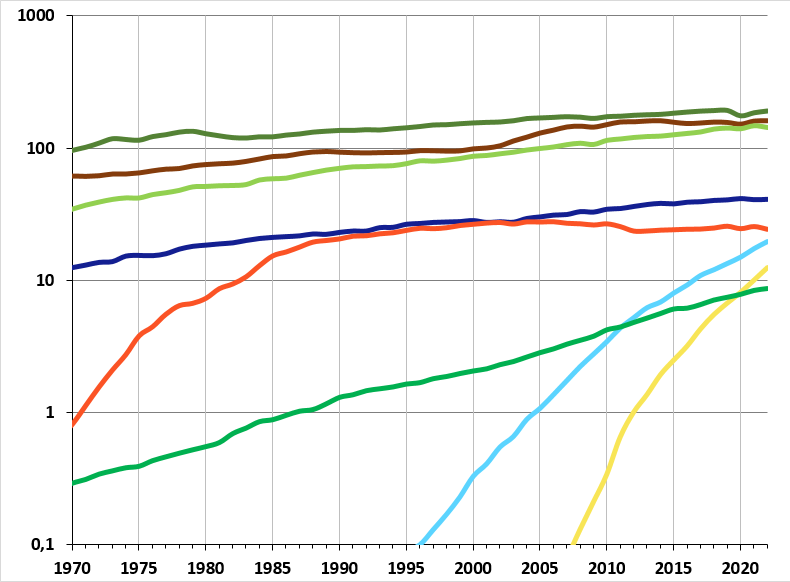
Wykorzystanie różnych źródeł energii przez ludzkość od roku 1970 w EJ (przedstawione w skali logarytmicznej).

Elektrownie wodne są najintensywniej wykorzystywanym źródłem wśród odnawialnych źródeł energii. Działają w 150 krajach i w 2022 roku dostarczyły łącznie 4334,2 TWh energii elektrycznej, co stanowiło 14,9% całkowitej produkcji energii elektrycznej na świecie. Paragwaj i Norwegia opierają swój rynek energii elektrycznej prawie w całości na elektrowniach wodnych.
Elektrownia wodna zwykle nie pracuje z pełną mocą przez cały rok. Stosunek średniej produkcji rocznej do możliwości produkcji przy pracy z pełną mocą nazywa się współczynnikiem wydajności. Poniższa tabela przedstawia kraje wytwarzające najwięcej energii elektrycznej w elektrowniach wodnych.
| Kraj              | Roczna produkcja (TWh) | Udział w krajowej produkcji |
| ----------------- | ---------------------- | --------------------------- |
| Chiny             | 1303,1                 | 14,7%                       |
| Brazylia          | 427,1                  | 63,1%                       |
| Kanada            | 398,4                  | 60,4%                       |
| Stany Zjednoczone | 258,6                  | 5,7%                        |
| Rosja             | 197,7                  | 16,9%                       |
| Indie             | 174,9                  | 9,4%                        |
| Norwegia          | 127,6                  | 86,9%                       |
| Wietnam           | 96,0                   | 36,9%                       |
| Japonia           | 74,9                   | 7,2%                        |
| Szwecja           | 69,8                   | 40,4%                       |

### Największe hydroelektrownie świata
| Miejsce | Elektrownia           | Kraj                | Moc (MW) |
| ------- | --------------------- | ------------------- | -------- |
| 1       | Tama Trzech Przełomów | Chiny               | 22 500   |
| 2       | Itaipu                | Brazylia · Paragwaj | 14 000   |
| 3       | Xiluodu               | Chiny               | 13 860   |
| 4       | Guri                  | Wenezuela           | 10 235   |
| 5       | Tucurui               | Brazylia            | 8370     |

## Elektrownie wodne w Polsce

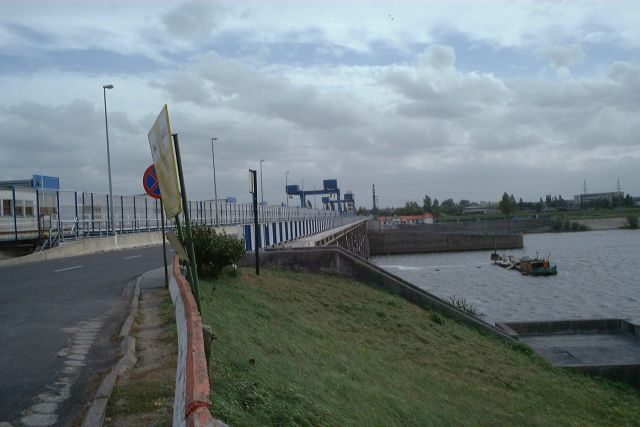
Elektrownia Wodna na Wiśle we Włocławku

Zasoby hydroenergetyczne Polski szacuje się na 13,7 TWh rocznie, z czego 46% przypada na Wisłę, 44% na dorzecza Wisły i Odry, 8,8% na Odrę i 1,2% na rzeki Pomorza, przy czym same elektrownie na rzekach pomorskich zapewniały przed II wojną światową energię elektryczną portowi morskiemu w Gdyni, Kartuzom oraz Gdańskowi i jego okolicom.
W 2022 roku w Polsce wyprodukowano 2,0 TWh energii elektrycznej w hydroelektrowniach, co stanowiło ok. 1,1% energii elektrycznej wyprodukowanej w Polsce.

### Największe elektrownie wodne w Polsce

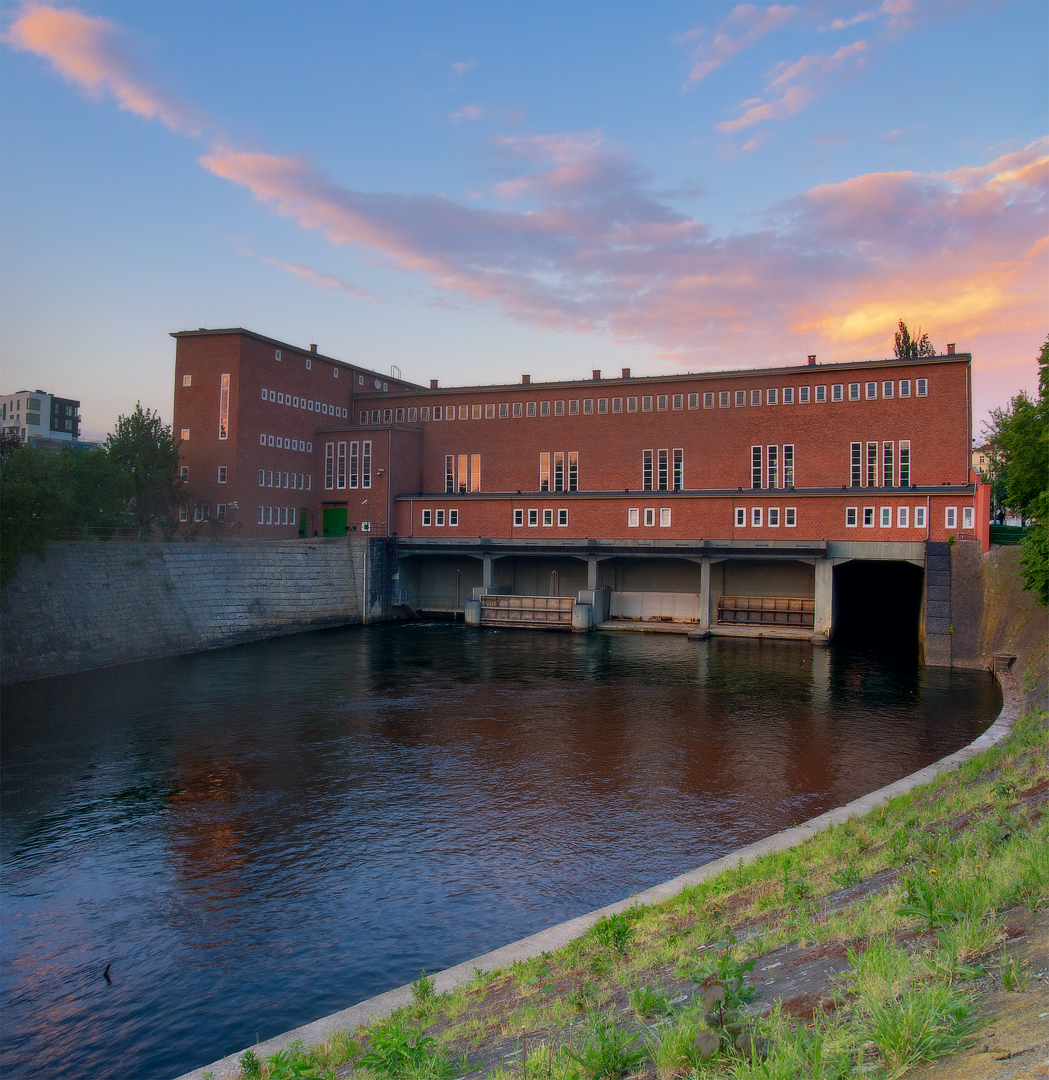
Elektrownia wodna na Odrze Południowej we Wrocławiu – moc łączna 1,6 MW

- Elektrownia wodna we Włocławku (Zdjęcie satelitarne),
- Elektrownia przepływowa w Porąbce,
- Elektrownia Wodna Żarnowiec,
- Elektrownia Porąbka-Żar,
- Zespół Elektrowni Wodnych Solina-Myczkowce,
- Elektrownia Żydowo.

## Ekologia
Do lat 80. XX w. panował powszechny pogląd, że elektrownie wodne są źródłem „czystszej” energii, to znaczy, że są najmniej szkodliwe dla środowiska naturalnego. Uważano, że podczas wytwarzania energii przez elektrownię wodną do atmosfery nie dostają się żadne zanieczyszczenia, a poziom emitowanego hałasu (ze względu na małą prędkość obrotową turbin) jest niski. Ostatnie badania pokazują jednak, że zbiorniki zaporowe mogą być źródłem emisji metanu. Ilość emitowanego metanu w zależności od lokalnych warunków (głównie ilości nagromadzonej materii organicznej, temperatury, obecności substancji hamujących metanogenezę) może się znacznie różnić. Przykładowo, Jezioro Turawskie emituje ok. 42 mg metanu w przeliczeniu na powierzchnię 1 m² (co stanowi ok. 9% całej ilości gazów emitowanych z osadów wynoszącej średnio 1445 ml m−2d−1), podczas gdy Jezioro Włocławskie ponad 400 mg (co stanowi ok. 27% całej objętości emitowanej z osadów wynoszącej średnio 3114 ml m−2d−1). Z tego powodu zbiorniki elektrowni wodnych uważane są za istotne źródło gazów cieplarnianych. Uznaje się, że emisja metanu jest duża w świeżo powstałych zbiornikach, gdzie znajduje się dużo materii organicznej z zalanej roślinności, a następnie, wraz z jej wyczerpywaniem się na skutek rozkładu, spada. Odkrycia z początku XXI w. wskazują jednak, że w kilkudziesięcioletnich zbiornikach ilość nagromadzonej materii organicznej ponownie wzrasta, stając się źródłem znacznych emisji metanu.
Budowa elektrowni znacząco zmienia ekosystem i krajobraz otoczenia. Aby uzyskać wysoki poziom wody, często trzeba zalać ogromne obszary dolin rzek. Wiąże się to z przesiedleniem ludzi mieszkających dotychczas w tym miejscu oraz prawdopodobną zagładą żyjących zwierząt i roślin. Powstały w miejsce szybkiej, wartkiej rzeki zbiornik zawiera wodę stojącą, co sprawia, że rozwijają się tam zupełnie inne organizmy niż przed powstaniem zapory. Jednocześnie duży zbiornik charakteryzuje się znacznie większym parowaniem i zmienia wilgotność powietrza na stosunkowo dużym obszarze. Wartka dotychczas rzeka po wyjściu z zapory zwykle płynie już bardzo wolno. Zmniejsza się napowietrzanie wody, brak okresowych powodzi prowadzi do zamulenia dna.
Najważniejszym negatywnym skutkiem budowy elektrowni wodnych jest fragmentacja rzek, tj. przerwanie ciągłości ekologicznej: uniemożliwienie migracji ryb i innych organizmów w górę i w dół rzeki oraz transportu osadów w dół rzeki. Budowa elektrowni wodnych (zarówno dużych, jak i małych) jest bezpośrednią przyczyną wymierania organizmów rzecznych, np. ryb wędrownych i małży.
Przykładowo, po wybudowaniu tamy w Asuanie (Egipt) na Nilu osady z górnego biegu rzeki (stanowiące od tysięcy lat istotny czynnik umożliwiający uprawę rolną w delcie Nilu) przestały przepływać przez tamę. Wiąże się to z koniecznością nieustannego pogłębiania zbiornika.